# Aston Martin Valkyrie
Aston Martin Valkyrie (укр. Астон Мартін Валькірія) — суперкар, вироблений британським люксовим брендом Aston Martin разом з Red Bull Racing та іншими виробниками.

## Опис

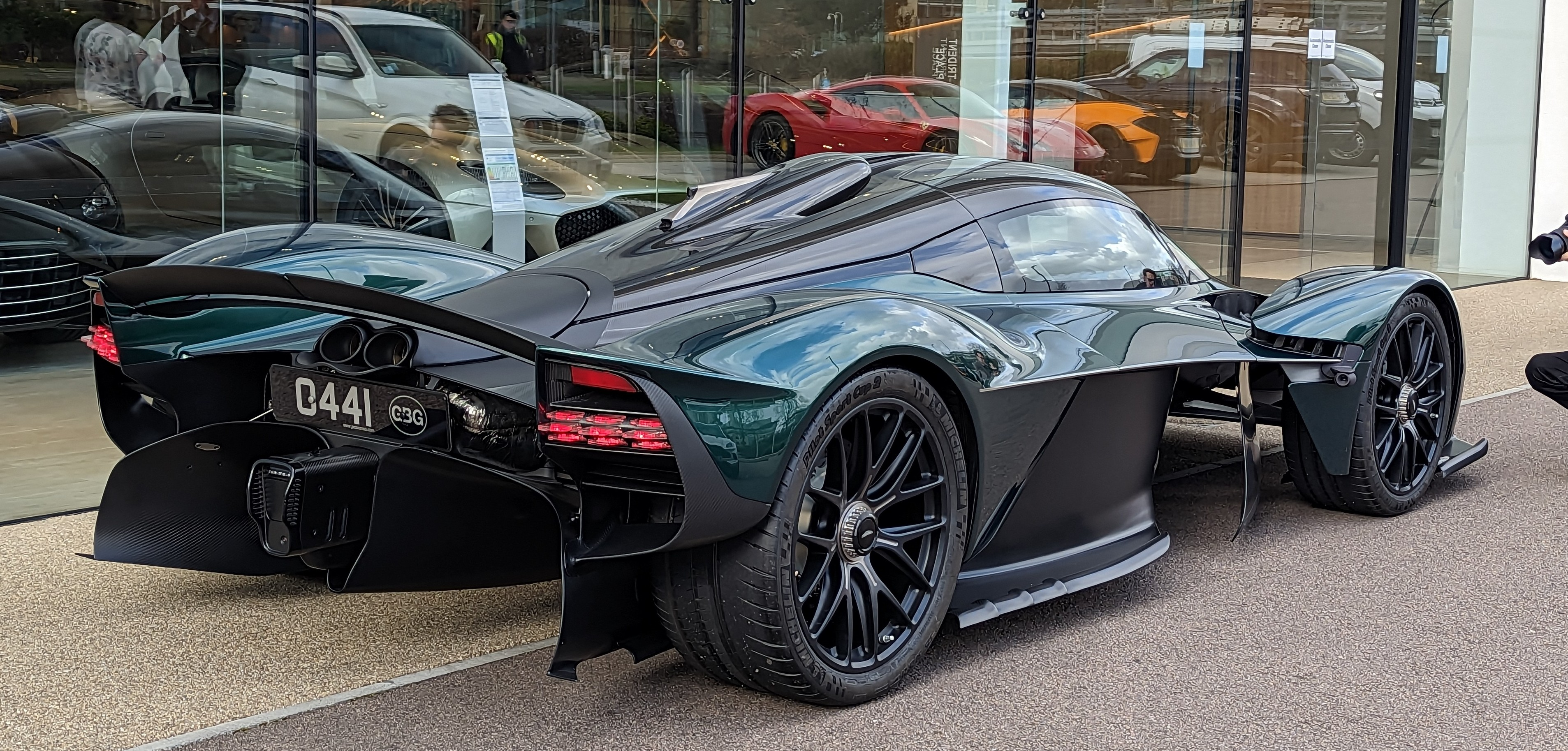
Aston Martin Valkyrie AMR Pro 6.5

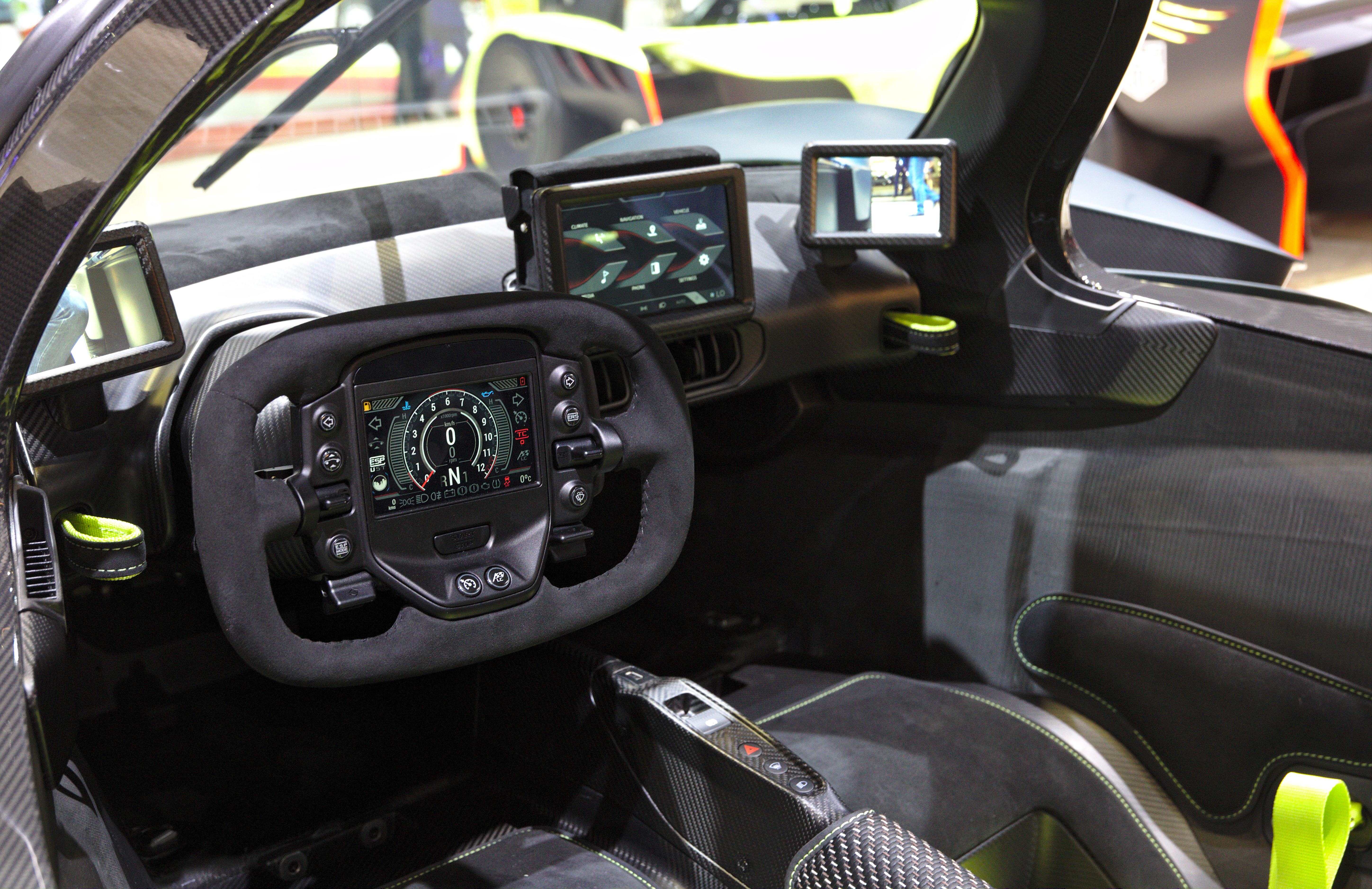

Прем'єра концепт кара AM-RB 001 відбулась на Женевському автосалоні в березні 2017 року.
Автомобіль створений спеціально для гоночних трек-днів і випущений тиражем 40 екземплярів в гоночній версії (Aston Martin Valkyrie AMR Pro) та 150 дорожних машин за ціною 2 500 000 фунтів стерлінгів за одиницю. Відповідальним за проект є Марек Райхман (Marek Reichman).

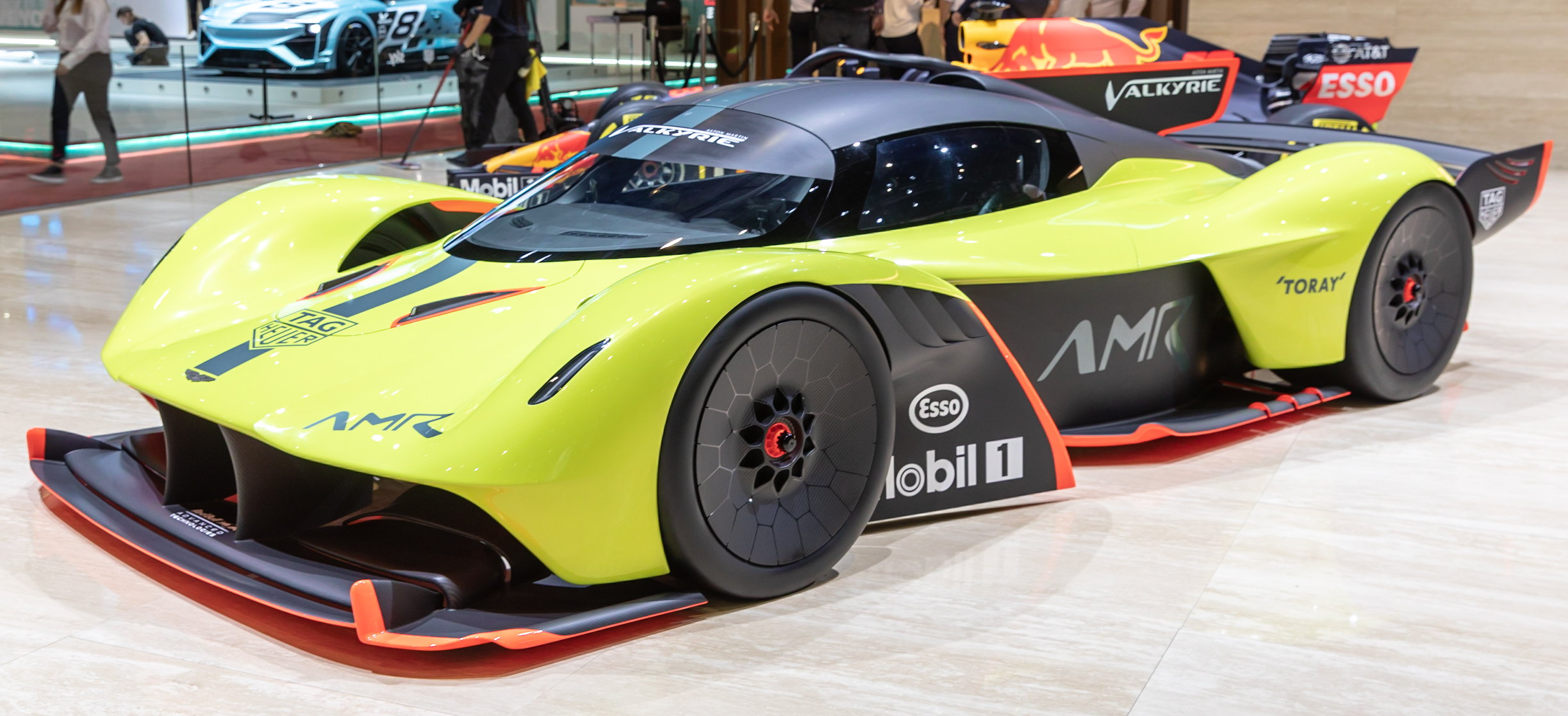
Aston Martin Valkyrie AMR Pro

Середньомоторний гіперкар отримав гібридну силову установку - атмосферний бензиновий V12 6.5 л плюс електродвигун фірми Rimac. Сумарна віддача складає 1176 кінських сил, а споряджена маса виявиться в районі тонни. Гальма - вуглецевокерамічні.
13 серпня 2021 року на Конкурсі елегантності в Пеббл-Біч (Каліфорнія) дебютував Aston Martin Valkyrie Spider. Тираж родстера обмежений 85 одиницями. Поставки клієнтам намічені на другу половину 2022 року і з лівим, і з правим кермом.

## Двигун
- 6.5 l Cosworth naturally-aspirated V12 1014 к.с. при 10 500 об/хв 760 Нм при 7000 об/хв + електродвигун Rimac EV 162 к.с. 280 Нм сумарно 1176 к.с. 949 Нм